# プリムローズ・リーグ
プリムローズ・リーグ（Primrose League）は、かつて存在したイギリス保守党の議会外組織。「宗教・国政・大英帝国の護持」を目的とする。19世紀末から20世紀初頭の世紀転換期にイギリス最大の政治組織となり、同時代の保守党長期政権を支えた。

## 結成の経緯

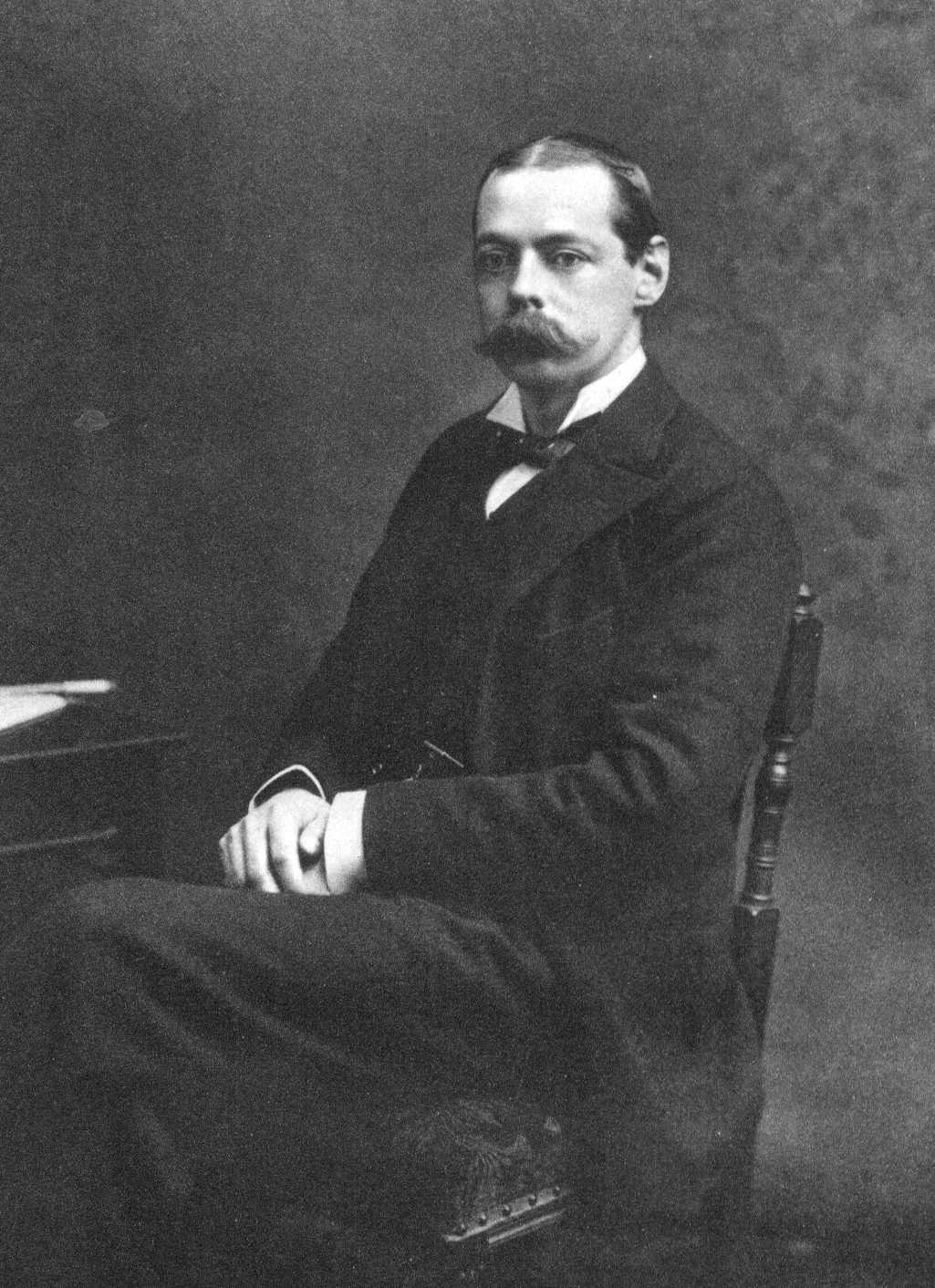
創設者ランドルフ・チャーチル卿

ベンジャミン・ディズレーリの「トーリー・デモクラシー」の継承者を自任していた保守党の政治家ランドルフ・チャーチル卿（ウィンストン・チャーチルの父）は、一般保守党員の声がもっと保守党執行部に汲みあがるよう保守党議会外組織の影響力を拡大させる改革に熱心だった。
その一環でランドルフ卿は1883年11月17日に保守党の社交界カールトンクラブの会合で新たな保守党議会外組織としてプリムローズ・リーグの結成を発表した。プリムローズの名はヴィクトリア女王がディズレーリの葬儀にプリムローズを「彼の愛した花」として贈ったことに由来する。リーグの目的はディズレーリが目指した物、つまり「宗教、国制、大英帝国の護持」と定められた。
既存の保守党議会外組織保守党協会全国同盟（NUCA）は自由党の同種の組織自由党全国連盟に比べて大衆を運動員として動員する能力が低かったので、これを憂慮したランドルフ卿はプリムローズ・リーグをNUCAより広い階層の大衆の意見をくみ上げる大衆運動組織にしようと考えたのであった。
ランドルフ卿はソールズベリー侯ら保守党執行部から疎まれていたが、1884年7月26日のソールズベリー侯とランドルフ卿の協定によりランドルフ卿がNUCA議長職を辞することを条件にプリムローズ・リーグは党執行部から公認された。

## 最大の政治組織に
ランドルフ卿ははじめこの組織をエリートだけが加入できる準秘密結社にしたがっていたが、これについてはランドルフ卿の同志であるサー・ヘンリー・ドラモンド・ウォルフが「無神論者と大英帝国の敵を除く全ての階級・信条の者に開かれた組織にすべきだ」と説得して止めた。その結果、リーグは「宗教、国制、大英帝国の護持のために私の持てる力の全てを捧げることを女王陛下への忠誠心にかけて誓う」と宣誓した者は誰でも受け入れられることになった。
結成当初女性は名誉メンバーとしてのみ参加を許されていたが、1884年からは女性メンバーにも男性メンバーと同じ待遇が認められた。こうした女性への門戸の広さは当時の政治組織には珍しく、女性の反応もよかった。プリムローズ・リーグのメンバーの半分は女性であった。
また初めメンバーの種類はナイト（女性はデイム）しかなく、1ポンド1シリングという高い入会金を取られたが、1884年3月から年会費3ペンスから6ペンスのアソシエイトというメンバーの種類が作られたため、これがきっかけで労働者層が大挙して加入するようになった。1884年2月には団体名からトーリーを外したことで党派を越えた支持も期待できるようになった（ただし引き続き保守党寄り団体だったが）。カトリックやアイルランドにも融和的な態度をとって支持を広げようとした。7歳から16歳の子供もプリムローズ・バッドとして受け入れた。こうしてプリムローズリーグは性別、階級、宗派、年齢を越えた政治団体となった。
ディズレーリの二度目の命日である1883年4月19日に行われたディズレーリ像の除幕式がきっかけで、毎年4月19日にプリムローズを飾ったり、着用したりする「プリムローズ・デイ」の習慣がイギリス各地で広まり、労働者階級の間に親ディズレーリ、親保守党ムードを構成した。そしてこの習慣の普及に積極的にあたったのがプリムローズ・リーグであった。
プリムローズ・リーグは急速に広まっていた。プリムローズ・リーグのメンバー数は公式発表によれば1884年3月時に957人だったが、1885年3月には11,366人、1886年3月には200,837人、1887年3月には526,248人、1891年3月には1,001,292人、1901年3月には1,556,639人、1910年3月には2,053,019人に達したという。これは当時のイギリスの労働組合運動をはるかに凌ぐ。リーグの公式発表には誇張があると言われているが、それを差し引いてもプリムローズ・リーグが当時のイギリスの最大の政治組織であった事は間違いないと見られている。

## 目的
リーグのモットーは「帝国と自由」（ラテン語: Imperium et libertas）、目的は「宗教・国制・大英帝国の護持」と定められていた。リーグがこれだけ労働者層に広く受け入れられたのはこの目的が単純で包括的だったからと見られている（細かい政策には踏み込まなかった）。
宗教の護持とは宗派を問わずキリスト教信仰全般を守るべく、無神論者と戦うことを意味する。国制の護持とは君主制、貴族院、庶民院の3つの柱を守ること、またイギリス社会のヒエラルキーを守り、それぞれが分相応の役割を果たして一つに結束するを意味している。大英帝国の護持は帝国を維持することの恩恵を国民に周知徹底させることが中心だった。たとえば「ヨーロッパの地図を見てみましょう。イギリスはほとんどの他国より規模の劣る小さな島国です。しかし今度は世界地図を見てみましょう。イギリスが支配する領域がどこまで広がっているか見るのです。アジア、アフリカ、アメリカ、オーストラリア、ニュージランドに帝国の女帝たる女王陛下の支配は及んでいるのです。（略）祖先が勇気と冒険心、労苦を持って獲得してくれたこの輝かし遺産を私たちは放棄するのでしょうか」といった具合である。

## 衰退・解散
20世紀初頭、自由党政権の社会改良政策を保守党は「社会主義」として激しく攻撃したが、リーグもこれに同調した。これにより徐々にメンバーの離反が始まり、リーグの衰退がはじまった。1913年には保守党の機構改革に合わせて、これまでの党派に属さないという立場を変更して保守党支持団体であることを明確にしたが、これにより自立性を失っていき、以降は急速に衰退していった。
近年まで細々と活動を続けていたが、2004年12月13日に解散した。幹部のモウブリはその理由について「近年私たちの会合はどんどん小規模化していました。むしろダイニング・クラブのようで、リーグ創設の政治目標に役立つことはもうなくなっていました」と語っていた。